# Військове
Військо́ве — село в Україні, у Солонянській селищній громаді Дніпровського району Дніпропетровської області. Населення станом на 2021 рік — 768 мешканців.
Село Військове розташовується на правому березі Дніпра, вище за течією на відстані 0,5 км розташоване село Микільське-на-Дніпрі, нижче за течією на відстані 7 км розташоване село Вовніги. Знаходиться за 24 км від центру громади Солоного й за 35 км від залізничної станції Привільне на лінії Апостолове — Нижньодніпровськ-Вузол. На відстані

## Археологія
Місцевість, де розташоване Військове і довколишні села, була заселена ще у прадавні часи.
У сіл Військове, Вовніги і Микільського-на-Дніпрі знайдено крем'яні знаряддя праці епохи раннього палеоліту (100-40 тис. років тому).
Біля села Петро-Свистунове — поселення епохи пізнього палеоліту і мезоліту (25-10 тис. років тому тому).
Два родових могильника і чотири поселення епохи неоліту (V—IV тисячоріччя до Р. Х.) виявлено поблизу сіл Олексіївки, Вовніги й Військового. Особливе значення має дослідження Микільського могильника (Микільського кромлеху).
На території цих населених пунктів а біля них, а також біля села Звонецького знайдені й частково досліджено кілька поселень й курганних могильників епохи бронзи (III — початок I тисячоліття до н. Е..) {Археологія Української РСР, т. 1, с. 27, 28.}.
На території Микільського-на-Дніпрі виявлено ранньослов'янського поселення Черняхівської культури (III—VI ст.).

## Історія
На початку XVI століття територія, де нині розташовані села Військове і Звонецьке, була заселена черкасами, українцями що рятувалися від польсько-шляхетського гніту. 1648 року сюди приїздив Богдан Хмельницький.
1737 року тут було створено укріплення — Ненаситецький ретраншемент, що отримало назву від одного з дніпровських порогів — Ненаситецького. Сюди стікалися утікачі-кріпаки з Лівобережної та Правобережної України, а також з Росії. 1741 року їх було тут вже «чимале число».
Назва «Військове» вперше зустрічається в документах Коша Запорозького, датованих 1768 роком.
Після ліквідації Запорізької Січі царський уряд щедро роздавав ці землі поміщикам. 1780 року генерал-губернатор Катеринославського намісництва Іван Синельников отримав у власність Ненаситецький поріг з прилеглими до нього землями. Його дружині А. В. Синельниковій імператриця Катерина II подарувала село Військове.
За даними ревізії 1782 року, тут проживали 124 людини кріпаків (71 чоловік і 53 жінки), які обробляли поміщицьку землю. Навколо Військового Синельникову належало 3187 десятин землі, з яких 2820 було зручних для обробітку. За чисельністю населення Військове серед довколишніх сіл поступалося лише Микільському і Звонецькому. Іван Синельников переселяв з Росії багатьох кріпаків у належні йому села. У заснованій ним слободі Миколаївській (пізніше — Микільській), названій так на честь його сина Миколи, в 1794 році налічувалося 375 жителів, у тому числі 215 російських (35 дворів) та 101 українець (26 дворів), не рахуючи 59 «дворових людей» невідомого походження. За рахунок кріпаків, переселених у Військове, кількість населення села за 12 років збільшилося більш ніж у два рази. Так, в 1794 році тут було 58 дворів і мешкало 275 чоловік (141 чоловік і 134 жінки).
Кріпаки зазнавали жорстокої експлуатації. Особливо нестерпним стало їхнє становище незадовго до скасування кріпацького права, коли в гонитві за прибутком поміщики розширювали оранки земель, захоплюючи і селянські наділи. У цей період посилюються виступи селян, все більша кількість кріпаків тікає від поміщиків. Навесні і влітку 1856 року на півдні Україні почалося масове антикріпосницький рух селян, що виразилося в стихійному переселення їх у Таврію, у Крим. У ньому взяли участь і жителі Військового. Але цей рух було придушене царськими військами.
На 1859 рік Військове було панським селом. Тут було 90 садиб і мешкало 454 особи.
1860 року селяни Військового мали всього 424 десятини землі, тобто на ревізьку душу припадало в середньому по 2 десятини. Зі 113 господарств, наділених землею, лише у 9 були коні, у 43 — воли, а 61 господарство, тобто 54 відсотків, не мало робочої худоби взагалі.
У результаті реформи 1861 року поміщик пограбував селян, виділивши їм дарчі наділи в середньому по 1,6 десятини на ревізьку душу. Таким чином селяни втратили близько 25 відсотків землі.
Станом на 1886 рік у колишньому власницькому селі Микільської волості Катеринославського повіту Катеринославської губернії мешкало 720 осіб, налічувалось 131 дворове господарство.
За переписом 1897 року кількість мешканців зросла до 1059 осіб (525 чоловічої статі та 534 — жіночої), з яких всі — православної віри.
1898 році поміщиці Леоновій (правнучці Синельникова) належало 3205,3 десятини, поміщиці Маламі — 6282 десятини, у той час як селяни мали лише 308,5 десятини надільної землі. У Військовому тоді налічувалося 185 господарств, наділи були у 178. По одній десятині мало 121 господарство, від однієї до трьох десятин — 53, від трьох до п'яти — три господарства й лише в одному господарстві було близько 10 десятин. Врожаїв з таких мізерних наділів не вистачало, щоб прогодувати сім'ю. Селяни змушені були купувати або орендувати землю у поміщика. Куркулі придбали у приватну власність 270,2 десятини. У більшості жителів села недостатньо було худоби та сільськогосподарського реманенту. У 57 господарствах не було ніякого інвентарю, в 84 — нерухомого і лише 17 господарств мали плуги і букери.
З розвитком капіталізму все більше посилювався процес знеземелення селянства. Обтяжена численними платежами і боргами, біднота змушена була за безцінь продавати свої ділянки. Значна частина жителів Військового наймитувала в господарствах поміщиків, куркулів, а також заможних німецьких колоністів з сусідніх сіл. Багато селян йшли на заробітки на лісосплав, що знаходився на річці Самарі, займалися рибальством. Однак дніпровські водойми біля порогів належали поміщикам, що здавали їх в оренду підрядникам, а ті в свою чергу на кабальних умовах здавали ділянки селянам-рибалкам, примушуючи останніх віддавати рибу за безцінь. Експлуатувала селян, накладаючи на них численні побори, і церква.
Про повне політичне безправ'я жителів села свідчить те, що з 939 осіб у 1864 році лише 154 мали право голосу на сході.
Майже всі будинки селян були зроблені з глини, покриті солом'яними дахами, а слюдяні віконця ледь пропускали світло. Навіть у порівнянні з мешканцями навколишніх сіл населення Військове, за винятком декількох куркульських сімей, відрізнялося бідністю, а село було відоме як «бідняцьке». Важке економічне становище, політичне безправ'я викликали глибоке невдоволення бідноти села існуючим ладом, особливо посилилося в роки, буржуазно-демократичної революції 1905—1907 рр.
У 1913 у Військовому працював земським фельдшером Леон Васильович Кравцов
У 1943 у Військовому загинув при переправі і тут же похований  Зіангіров Мухамед Султангірович — Герой Радянського Союзу.
Тут в бою загинув Герой Радянського Союзу Завірюха Миколай Андрійович
1989 року за переписом тут мешкало приблизно 1200 осіб.

## Населення

### Мова
Розподіл населення за рідною мовою за даними перепису 2001 року:
| Мова                | Відсоток |
| ------------------- | -------- |
| українська          | 89,5 %   |
| російська           | 10,3 %   |
| інші/не визначилися | 0,2 %    |

## Економіка
- ТОВ «Квазар 99»

## Об'єкти соціальної сфери
- Школа
- Дитячий садочок
- Лікарня
- Клуб

## Релігія
В селі знаходиться Храм Святого великомученика Георгія Переможця ПЦУ.

## Пам'ятки
- Комплекс будівель Земської лікарні. Для будівництва лікарні землевласниця Ольга Леонова пожертвувала земству 50 тисяч рублів та виділила 10 десятин землі. У 1907 році лікарню на 15 ліжок було відкрито, тут працювали: 1 лікар, 3 фельдшери і віспоприщеплювач, що обслуговували територію волості з населенням 11 796 осіб.
- Комплекс будівель Ремісничої майстерні, однієї з найбільших у Катеринославському повіті, в якій навчали столярів, ковалів, слюсарів та токарів. Збудований 1908 року. На 1910 рік у майстерні навчались 25 осіб. Нині одна з будівель комплексу (розташована безпосередньо за будинком сільської ради) використовується як культова споруда – православна церква, інша (на червоній лінії вулиці) – під приміщення ремонтної майстерні, гаража та складу.
- Могили воїнів Червоної Армії, загиблих в 1943 році у Другій Світовій війні. У центрі села, навпроти сільської ради у 2 братських могилах поховано 668 воїнів 6-ї армії (генерал-лейтенант І. Т. Шльомін) та 12-ї армії (генерал-лейтенант О. І. Данилов) Південно-Західного (з 20.10.1943–3-й Український) фронту (генерал армії Р. Я. Малиновський), які загинули 26 вересня – 23 жовтня 1943 року у боях із гітлерівськими військами поблизу Військового. У 1957 році на могилі установили залізобетонну скульптуру воїна, праворуч та ліворуч від якої в 1973 році розмістили щити з дошками з прізвищами загиблих. У 1985 році на пам’ятці провели реконструкцію: братську могилу (6,4×2,5 м), облицьовану сірим гранітом, частково закрили коробом (3,6×1,95 м) із плит з червоного граніту, а праворуч та ліворуч побудували цегляні фігурні стели; скульптуру воїна зняли з постаменту та поставили на цегляну тумбу, за якою звели 2 високих цегляних пілони. У 2000-х роках скульптуру замінили на гранітну брилу (h – 1,2 м). У 2010 році ліворуч від входу на пам’ятку в окремій братській могилі поховали останки 26 радянських воїнів, які були знайдені пошуковцями у 2008–2009 роках. Тоді ж на могилу, що має вигляд земляного пагорба, обведеного по периметру гранітним бордюром, покладено чорну гранітну дошку з текстом.

- Могили воїнів Червоної Армії, загиблих в 1943 році у Другій Світовій війні. У 5 братських могилах поховано 215 воїнів 6-ї армії (генерал-лейтенант І. Т. Шльомін) та 12-ї армії (генерал-лейтенант О. І. Данилов) Південно-Західного (з 20.10.1943 3-й Український) фронту (генерал армії Р. Я. Малиновський, які загинули 26 вересня – 23 жовтня 1943 року у боях за плацдарм із гітлерівськими військами поблизу Військового. У 1956 році біля 23 братських могил установили обеліск, який у 1962 році замінили на залізобетонну скульптуру воїна. Тоді ж останки перепоховали в 4 братські могили. В 1973 році біля пам’ятника розмістили металевий щит із відомими прізвищами похованих. У 1985 році на пам’ятці проведена реконструкція: могили обкладені гранітним бордюром; постамент скульптури облицювали гранітними плитами; ліворуч від могил звели стелу, на якій увічнили відомі прізвища похованих. У 2015 році в окремій братській могилі поховали останки 5 радянських воїнів, знайдені під час пошукових робіт на території Військового в 2013 році. Тоді ж на могилі розмістили чорну гранітну дошку з 1 установленим прізвищем та меморіальним написом.

- Меморіальний комплекс «Дніпровський плацдарм» на південній околиці села відкритий в 1985 році на місці форсування Дніпра радянськими військами, які визволяли Дніпропетровськ від німецької окупації (скульптор Юрій Павлов[14]).

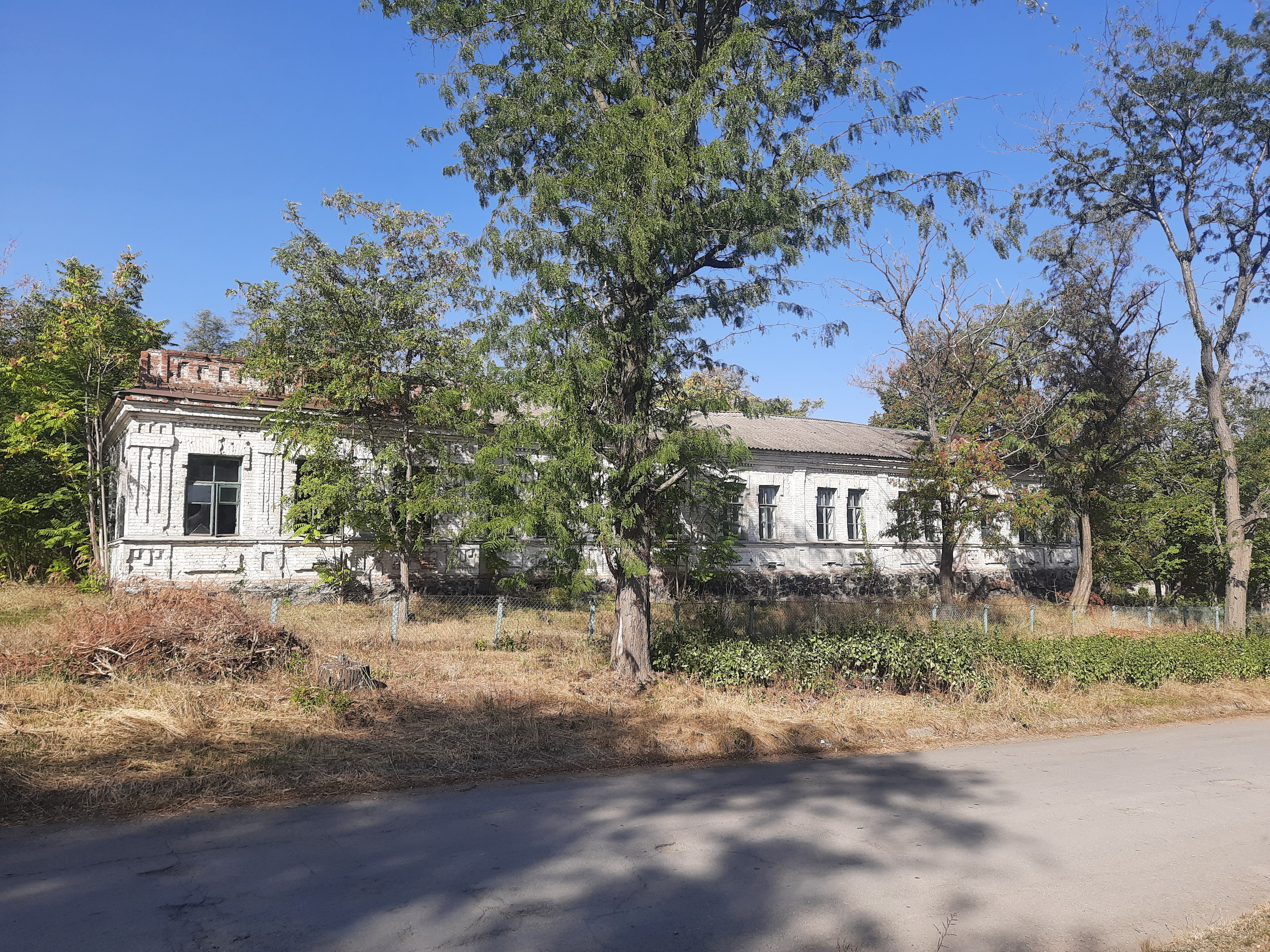
Земська лікарня. Головний корпус. 1907 рік
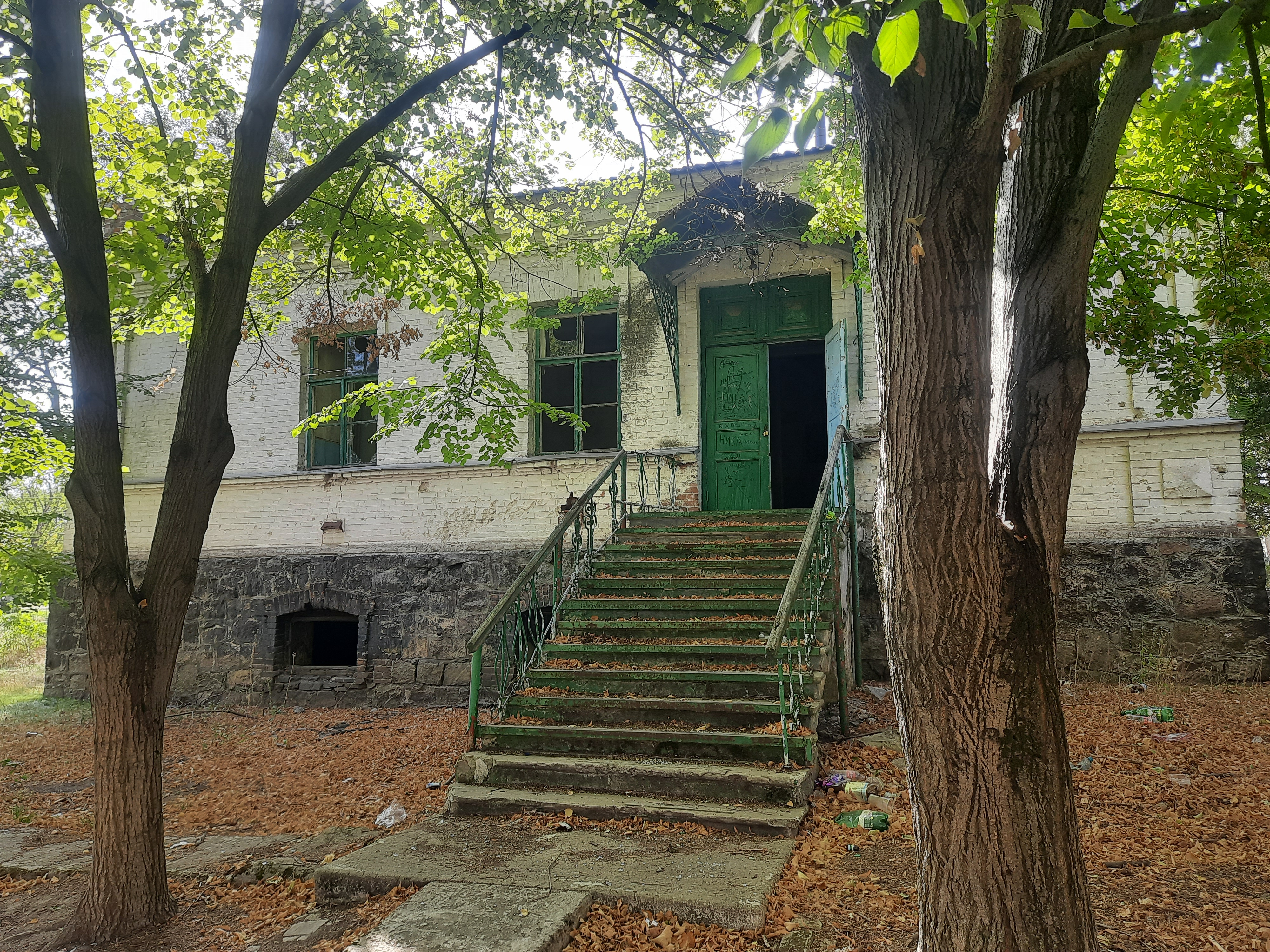
Земська лікарня. Головний корпус. 1907 рік
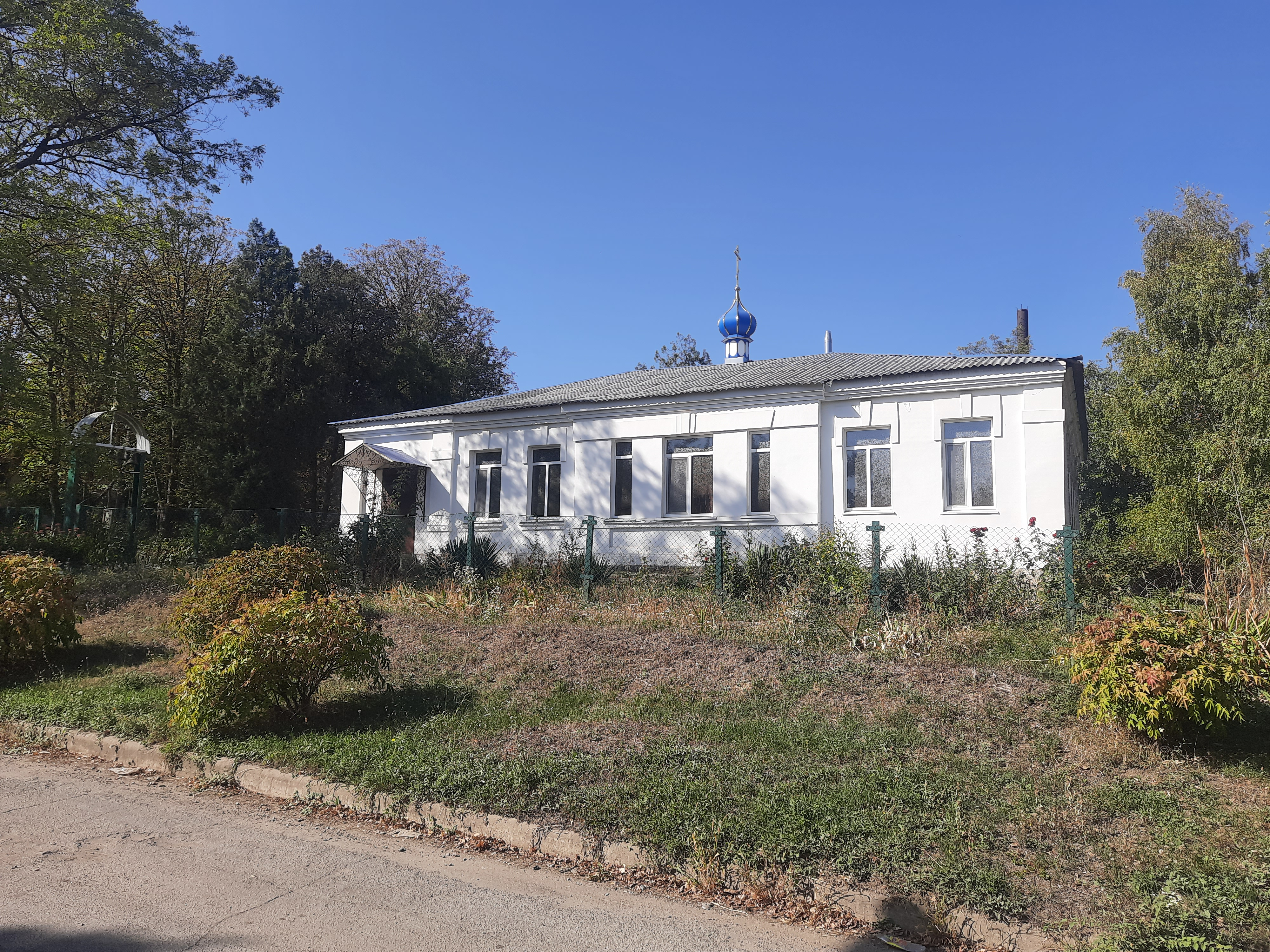
Земська лікарня. Корпус №2. 1907 рік
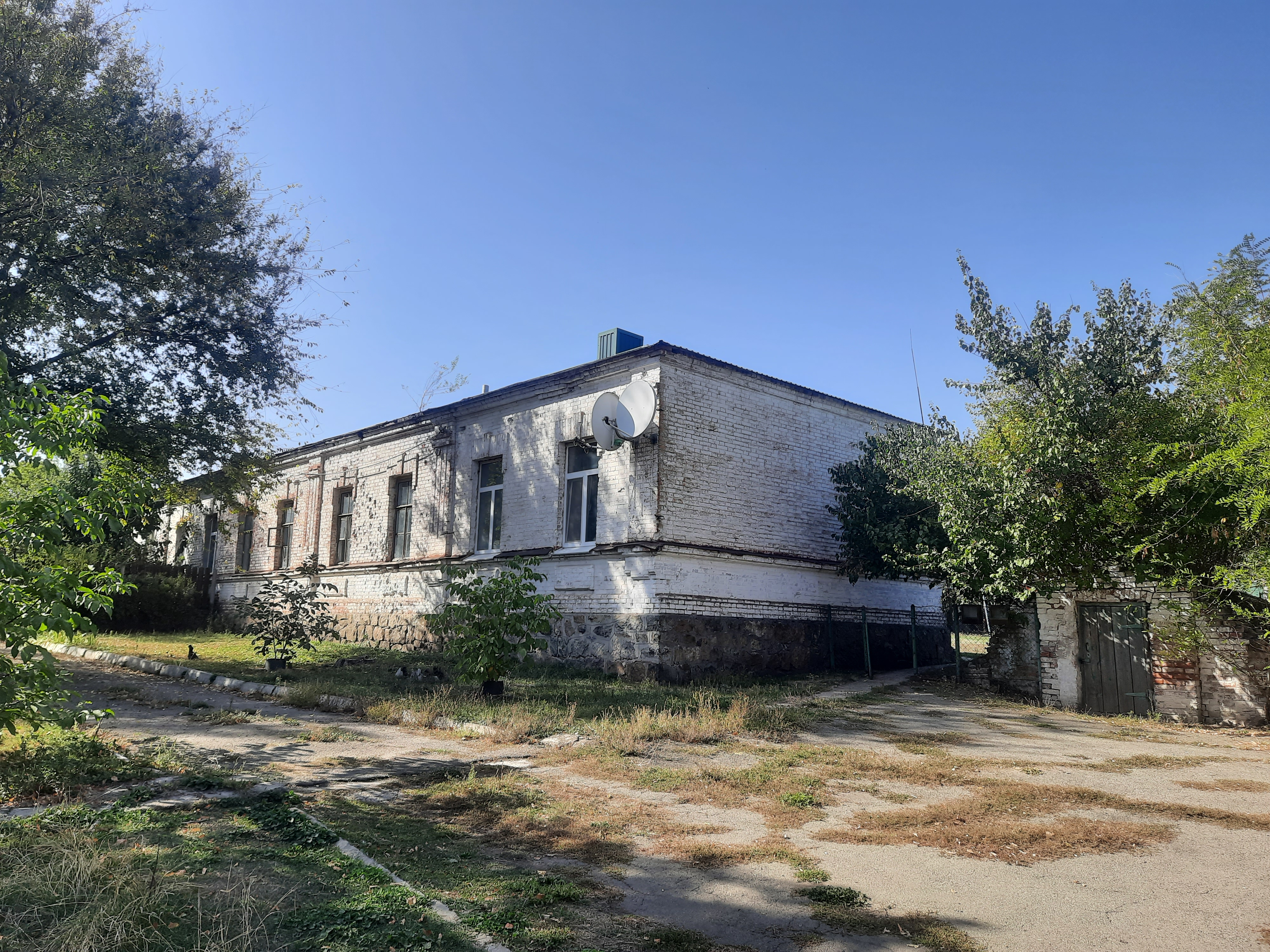
Земська лікарня. Корпус №3. 1907 рік
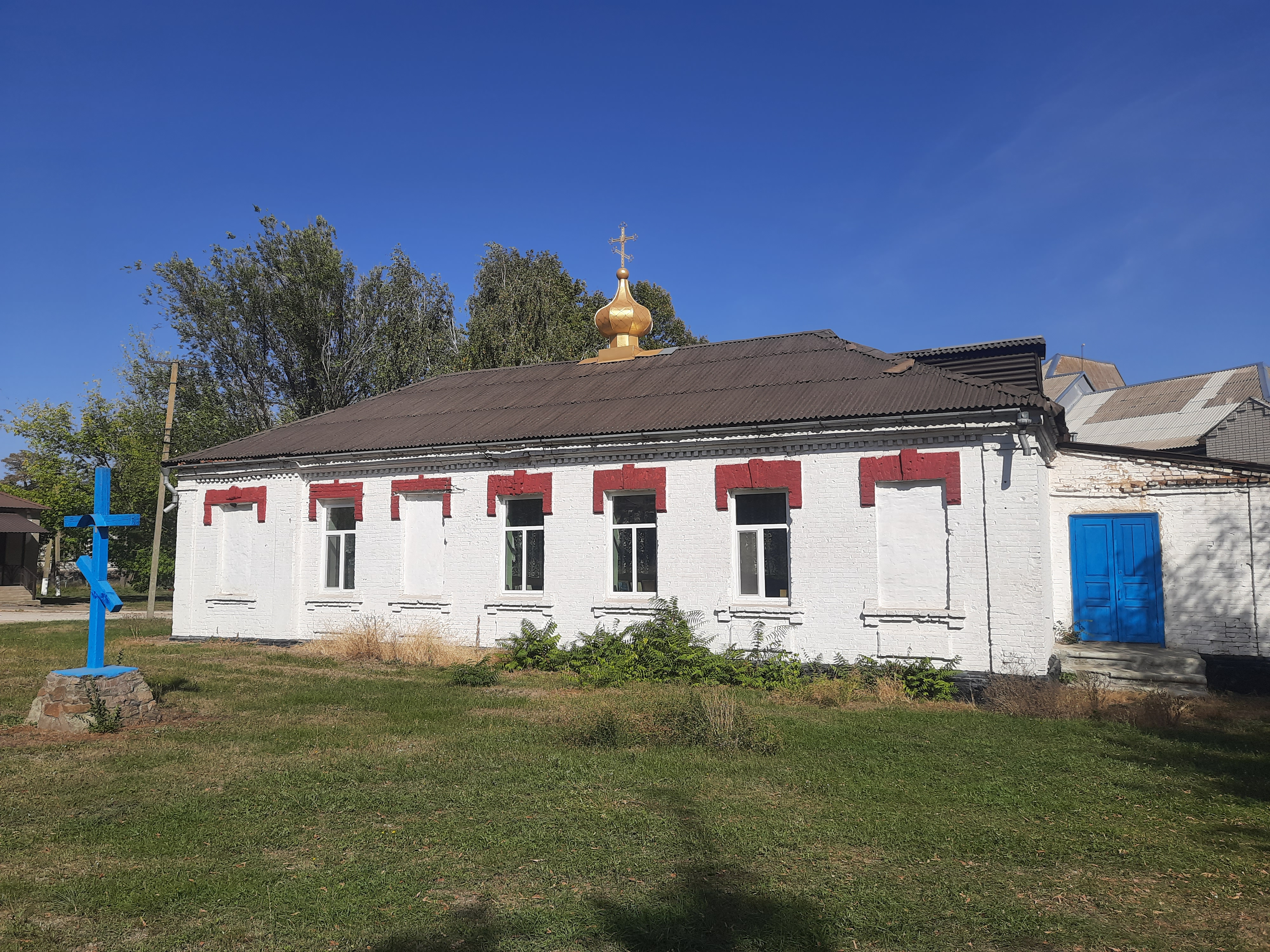
Реміснича майстерня. Корпус №2. 1908 рік
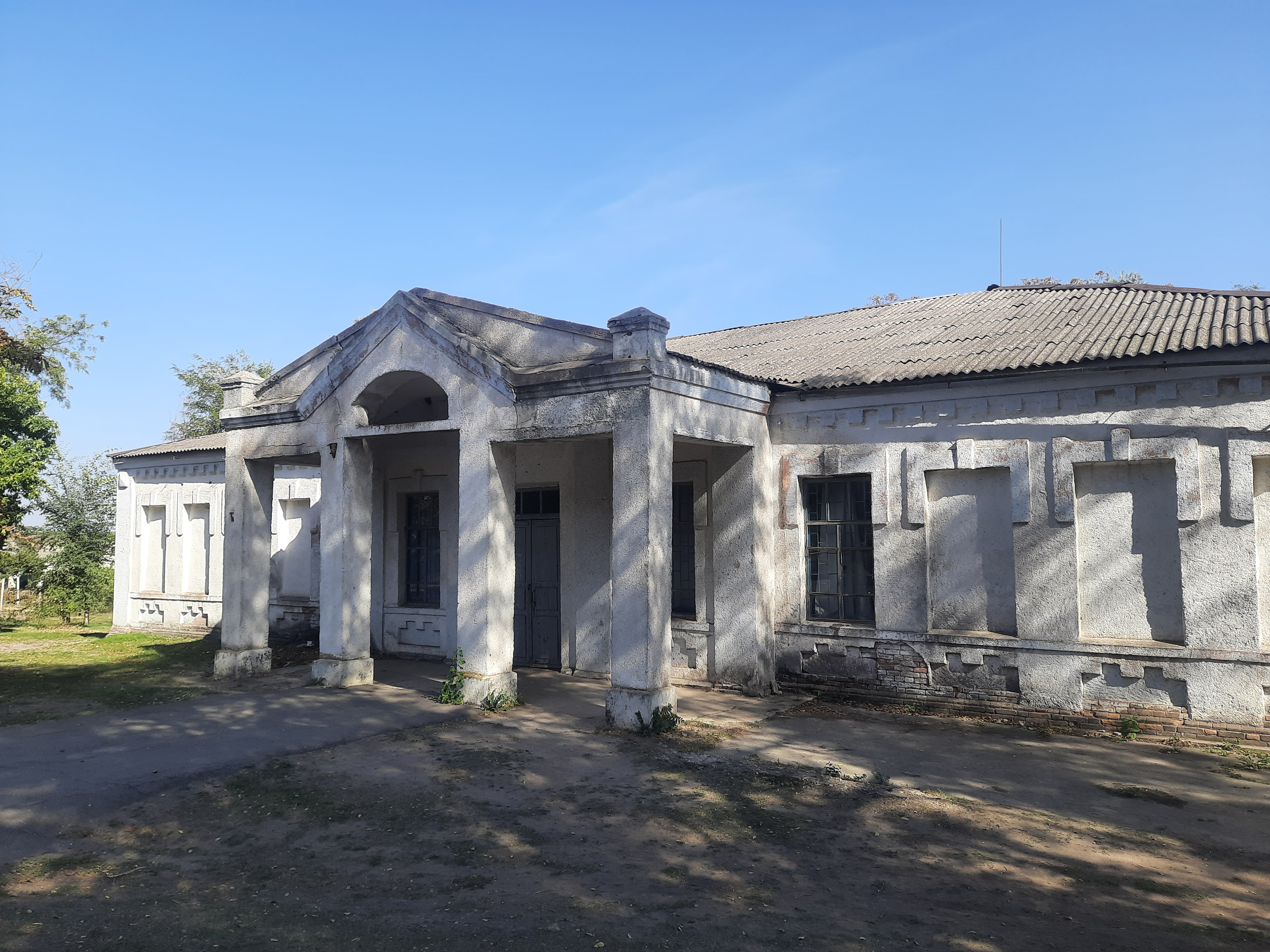
Церковно-парафіяльна школа. Тепер - клуб
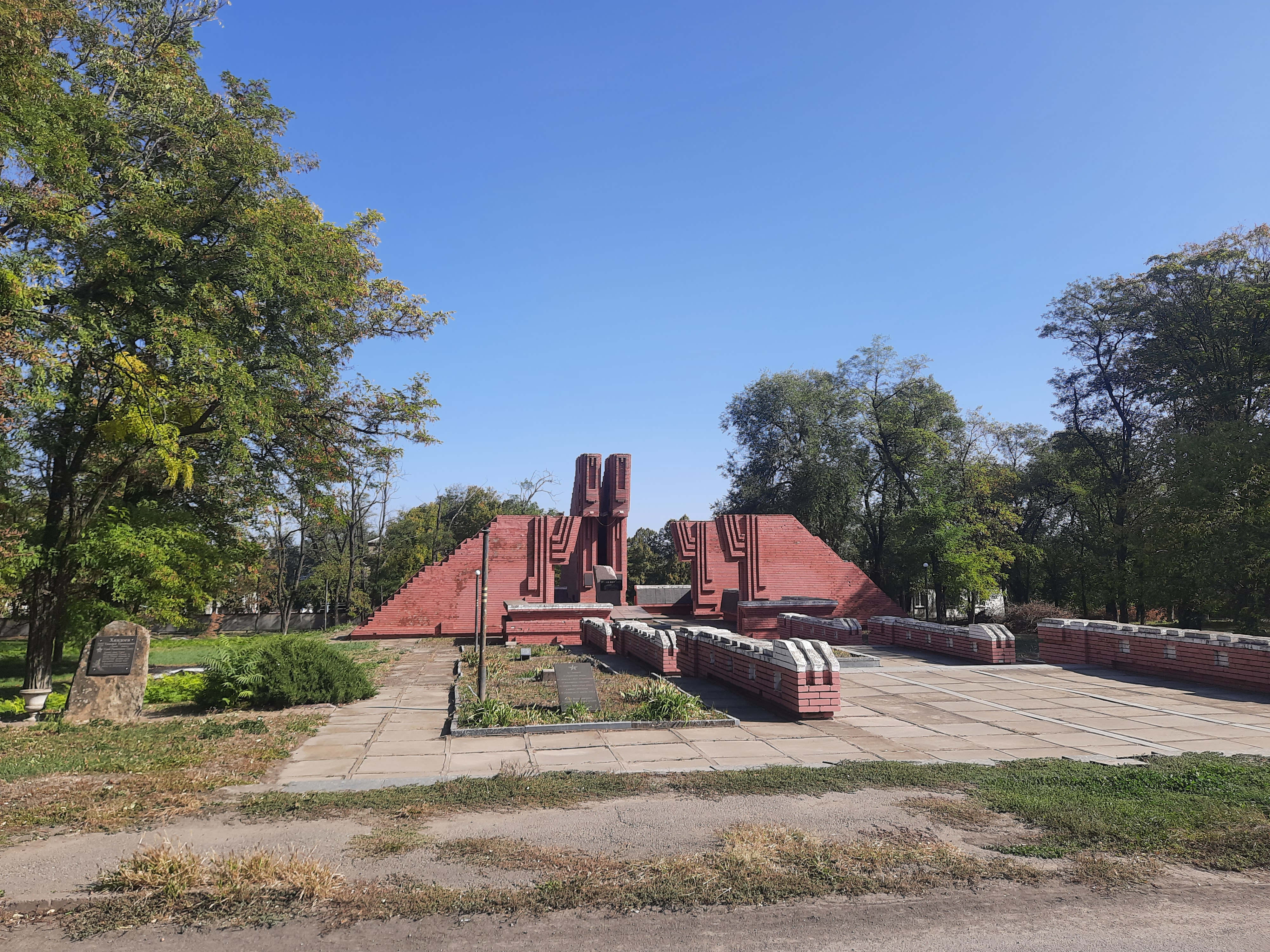
Могили воїнів Червоної Армії, загиблих в 1943 році у Другій Світовій війні
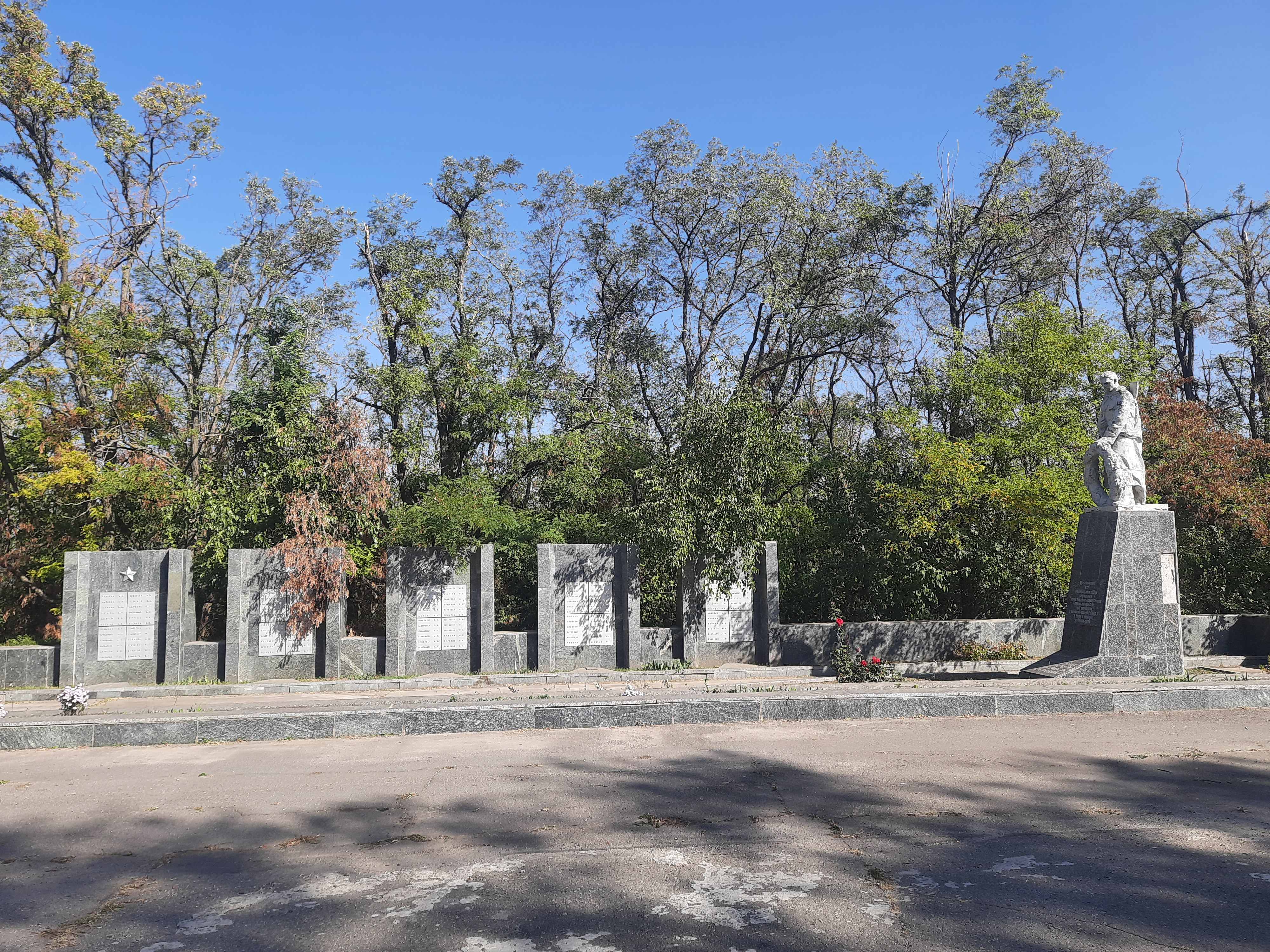
Могили воїнів Червоної Армії, загиблих в 1943 році у Другій Світовій війні
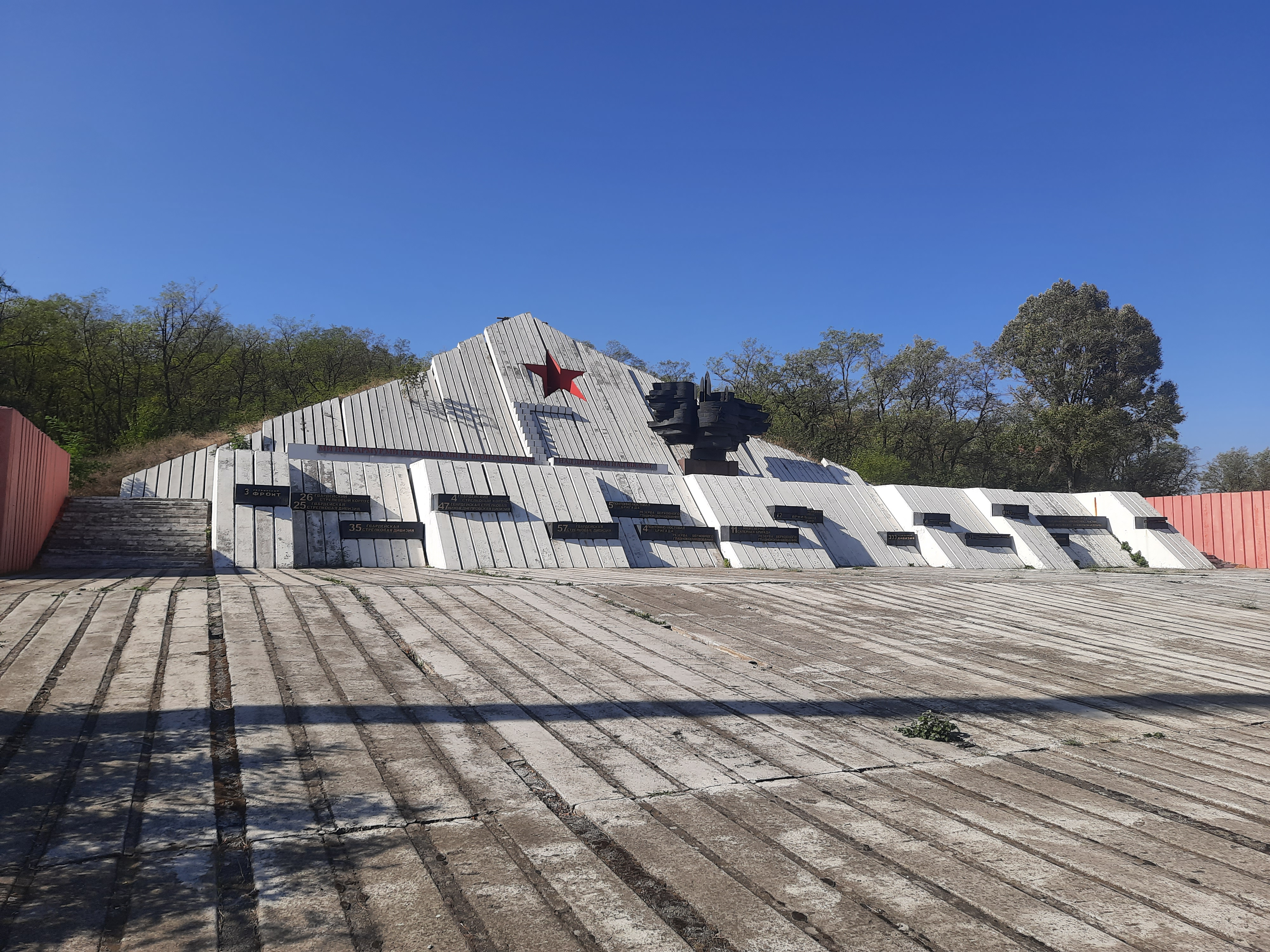
Меморіал "Дніпровський плацдарм". 1985 рік
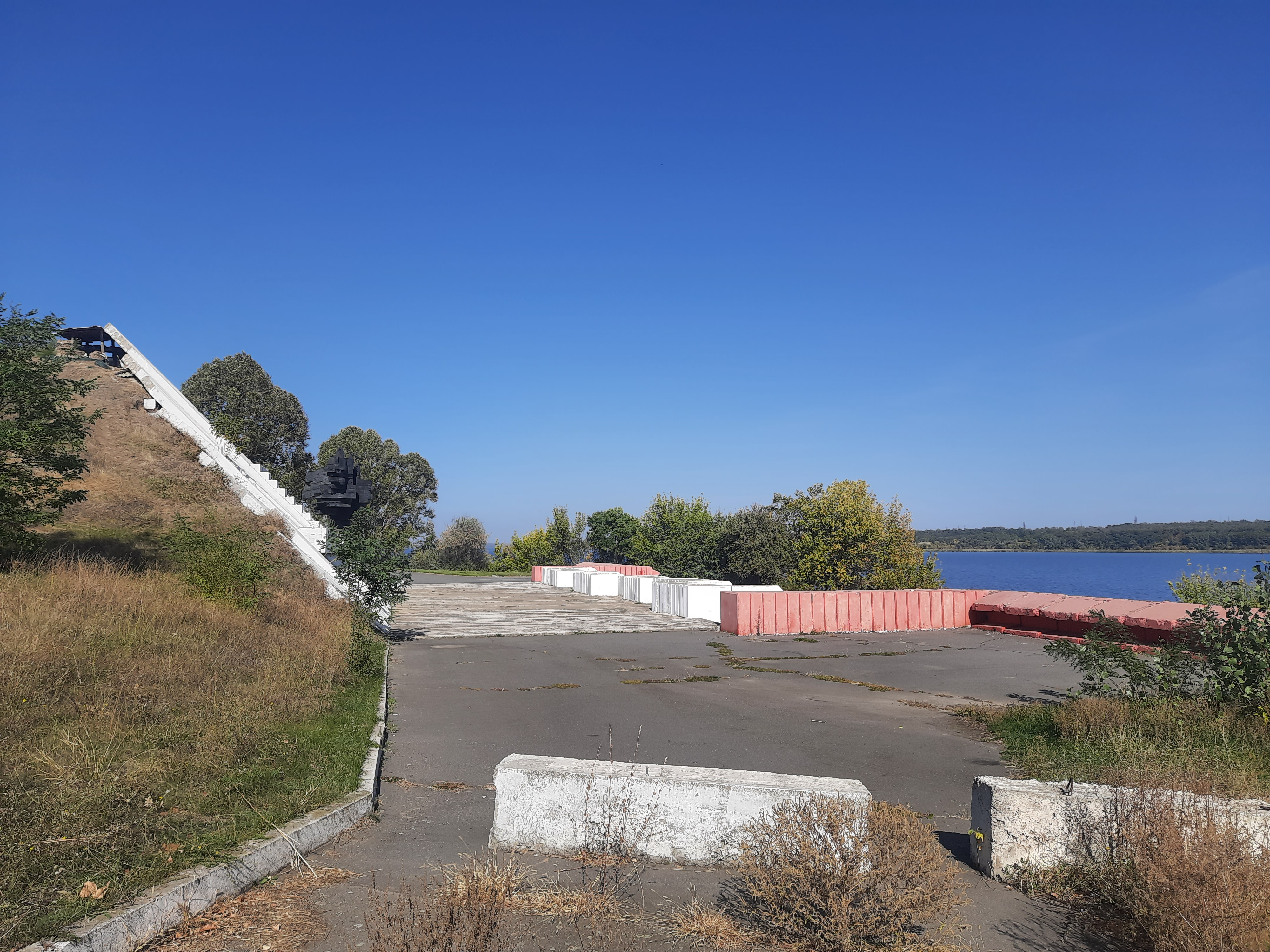
Меморіал "Дніпровський плацдарм". 1985 рік

## Персоналії
- Говоруха Ілля Устимович (1895—?) — учасник Визвольних змагань у 1918—1920 роках у загоні отамана Федорченка, що оперував на Верхньодніпровщині. Емігрував до Румунії, потім повернувся додому у Військове. Переслідувався органами ГПУ/НКВС[15].
- Говоруха Олександр Устимович (1899—?) — учасник Визвольних змагань у 1918-1920 роках. Емігрував до Румунії, і там залишився на постійне проживання[15].
- Пісоцький Микола Аристархович (1899—? ) — учасник Визвольних змагань у 1918-1920 роках. Емігрував до Румунії, потім повернувся додому у Військове. Переслідувався органами ГПУ/НКВС[15].
- Швець Михайло Олександрович (1980—2014) — солдат Збройних сил України, учасник російсько-української війни.